# Силы национальной безопасности Исламской Республики Афганистан
Силы национальной безопасности Исламской Республики Афганистан (пушту ‎и дари افغان ملي امنیتي ځواکونه) — государственная структура Исламской Республики Афганистан, спецслужба, задачей которой являлось обеспечение национальной безопасности и территориальной целостности страны. 15 августа 2021 года, после взятия талибами Кабула, была ими распущена, как и все другие формирования республиканского правительства Афганистана.

## Состав и история
В состав формирования входили:
- Министерство обороны Афганистана;
- Министерство внутренних дел Афганистана;
- И иные подразделения, входящие в Министерства.
- Силы специальных операций НАТО обучали, консультировали и помогали силам национальной безопасности Афганистана в их улучшении и поддержании. Однако после вывода войск коалиции из Афганистана, СНБ Афганистана не смогли противостоять силам «Талибана».